# Imigrarea modernă în Regatul Unit
Încă din 1945, imigrarea în Regatul Unit a fost una semnificativă, în special din Irlanda și din Imperiul Britanic, mai cu seamă din India, Bangladesh, Pakistan, din Caraibe, Africa de Sud, Nigeria, Ghana, Kenya și Hong Kong.